# SINCE 16'
SINCE 16'는 대한민국의 래퍼 신스의 데뷔 정규 음반으로, 보일링 포인트 프로젝트를 통해 2021년 7월 16일에 발매되었다. 써클 앨범 차트 57위를 기록했다.

## 배경
신스는 <마리 끌레르 코리아>와의 인터뷰에서 음반 제작 배경을 밝혔다.
작년에 제가 참여한 공연에 딥플로우가 스페셜 게스트였는데 제 공연을 본 후 잘 봤다고 말해 주었어요. 이때다 싶어 작업물을 공유했고 보일링 포인트 프로젝트를 제안 받았죠. 그렇게 앨범이 탄생하게 되었어요.

## 음악 및 가사
SINCE 16′은 신스가 "음악을 처음 시작한 16년도부터 음악을 하면서 가졌던 생각이나 겪었던 일을 풀어낸 앨범"이다. 그는 전반부의 "홀로", "Cop", "Honest", "Fist Down", "탑승"에서 "본래 장점인 속도와 타격감 있는 스핏의 거친 래핑으로 자신감과 포부를 강하게 드러"낸다. 후반부 트랙들에서는 "Railroad"를 기점으로 음가 있는 랩을 점층적으로 시도하며, "전반부 과격함에 비해 감성적이고 섬세해진 무드스윙을 개연성 있게 연결"한다. "봄비"에서는 "봄비라는 존재가 가진 중의적 의미를 현실과 성공에 빗대어 유려하게 써냈다."

## 평가
<리드머>의 황두하는 음반에 5점 만점에 3.5점을 주았다. 그에 따르면, "신스가 여성 래퍼라는 사실이 -좋은 쪽이든 좋지 않은 쪽이든- 편견으로 작용할 가능성이 있다. 그러나 본인이 이를 인식하지 않는 것처럼 보인다는 점이 매우 인상적이다." 또한 음반을 "이제 막 날개를 펼치기 시작한 신인 래퍼의 성공적인 자기소개서"라고 평했다.

### 연말 목록
| 출판사   | 목록                             | 순위              | 각주  |
| -------- | -------------------------------- | ----------------- | ----- |
| <리드머> | 2021 국내 랩/힙합 앨범 베스트 10 | Honorable mention | [ 6 ] |

## 곡 목록
전체 작사: 신스. 전체 작곡: 스머글러스
| #            | 제목                                  | 작사         | 작곡                     | 재생 시간 |
| ------------ | ------------------------------------- | ------------ | ------------------------ | --------- |
| 1.           | 〈홀로〉                              |              | 션                       | 2:10      |
| 2.           | 〈Cop〉 (featuring 365릿)             | 365릿        | 현                       | 1:52      |
| 3.           | 〈Honest〉                            |              |                          | 0:53      |
| 4.           | 〈Fist Down〉 (featuring 던 밀스)     | 던 밀스      |                          | 2:57      |
| 5.           | 〈탑승〉                              |              | 느와르                   | 2:07      |
| 6.           | 〈Railroad〉 (featuring 아우릴고트)   | 아우릴고트   | 현, 션, 신스, 아우릴고트 | 2:31      |
| 7.           | 〈Interlude〉                         |              | 현, 션, 신스             | 1:38      |
| 8.           | 〈봄비〉 (featuring 라콘)             | 라콘         | 현, 션, 신스, 라콘       | 2:57      |
| 9.           | 〈추억엔 힘이 없지〉 (featuring 멜로) | 멜로         | 션, 내시, 신스, 멜로     | 2:35      |
| 총 재생 시간 | 총 재생 시간                          | 총 재생 시간 | 총 재생 시간             | 19:45     |

## 차트
| 차트 (2022)          | 최고 순위 |
| -------------------- | --------- |
| 대한민국 음반 (써클) | 57        |

### 내용주
1. ↑  보일링 포인트 프로젝트는 VMC의 앨범 큐레이션 프로젝트로, 힙합 신에서 실력이 출중한 인디펜던트 래퍼들의 작품을 발매·소개한다.[1]

### 참조주
1. ↑  김정원. “힙합 따라잡기 ＃32 - VMC에 오고 간 4명의 래퍼는 누구?”. 《지니 뮤직》.
2. 1 2  강서윤 (2021년 8월). “음악을 만난 이후의 신스 #mariewow”. 《마리 끌레르 코리아》.
3. ↑  “SINCE 16'”. 《지니 뮤직》.
4. ↑  “SINCE '봄비 (Feat. Rakon)' - 2022 최우수 랩&힙합-노래”. 《한국대중음악상》.
5. ↑  황두하 (2021년 8월 2일). “신스 - Since 16'”. 《리드머》.
6. ↑  “2021 국내 랩/힙합 앨범 베스트 10”. 《리드머》. 2021년 12월 30일.
7. ↑  “Album Chart - 2022 Weeks 08”. 《써클 차트》. 2022년 9월 7일에 확인함.